# Liste des joueurs du K Boom FC
Cette liste reprend les 347 joueurs de football qui ont évolué au K Boom FC (matricule 58) depuis la fondation du club.
Attention, elle ne concerne PAS les joueurs de l'actuel K Rupel Boom FC (matricule 2138).
- Haut – A
- B
- C
- D
- E
- F
- G
- H
- I
- J
- K
- L
- M
- N
- O
- P
- Q
- R
- S
- T
- U
- V
- W
- X
- Y
- Z

## A
| Joueur             | Nationalité | Position          | Date de naissance | Période(s) | Matches (dont D1) | Buts | Jaunes | Rouges |
| ------------------ | ----------- | ----------------- | ----------------- | ---------- | ----------------- | ---- | ------ | ------ |
| Luc Abrams         | Belgique    | ?                 | 5/09/1963         | 1981-1988  | 76 (0)            | 1    | 4      | 0      |
| Peter Adriaenssens | Belgique    | ?                 | 28/12/1972        | 1992-1994  | 4 (1)             | 0    | 1      | 0      |
| Herwin Aerts       | Belgique    | ?                 | 25/10/1957        | 1978-1979  | 0 (0)             | 0    | 0      | 0      |
| Ross Aloisi        | Australie   | Milieu de terrain | 17/04/1973        | 1992-1993  | 4 (4)             | 0    | 1      | 0      |
| Hugo Andries       | Belgique    | ?                 | 7/07/1956         | 1984-1986  | 25 (0)            | 0    | 2      | 0      |
| Frans Annemans     | Belgique    | ?                 | ?                 | 1952-1956  | 0 (0)             | 0    | 0      | 0      |
| Stefan Audenaerdt  | Pays-Bas    | Milieu de terrain | 12/09/1968        | 1996-1997  | 26 (0)            | 1    | 2      | 1      |
| Éric Auffret       | France      | Milieu de terrain | 23/03/1966        | 1993-1994  | 22 (0)            | 2    | 3      | 0      |
| Peter Augustijnen  | Belgique    | ?                 | 27/12/1967        | 1983-1984  | 0 (0)             | 0    | 0      | 0      |
| Augusto Cândido    | Brésil      | Attaquant         | 1/07/1971         | 1994-1995  | 19 (0)            | 13   | 1      | 0      |
| Jeroen Averals     | Belgique    | ?                 | 18/07/1978        | 1995-1997  | 5 (0)             | 0    | 0      | 0      |

## B
| Joueur              | Nationalité                      | Position  | Date de naissance | Période(s) | Matches (dont D1) | Buts | Jaunes | Rouges |
| ------------------- | -------------------------------- | --------- | ----------------- | ---------- | ----------------- | ---- | ------ | ------ |
| Vital Backeljau     | Belgique                         | ?         | 20/09/1918        | 1939-1960  | 0 (0)             | 0    | 0      | 0      |
| Henri Balenga       | Zaïre                            | ?         | 17/12/1966        | 1986-1989  | 83 (0)            | 31   | 5      | 0      |
| Said Bardhadi       | République démocratique du Congo | ?         | 28/12/1961        | 1987-1989  | 31 (0)            | 2    | 1      | 0      |
| José Barroso        | Belgique                         | ?         | 13/11/1971        | 1993-1994  | 28 (0)            | 6    | 4      | 0      |
| Bart Belis          | Belgique                         | ?         | 13/07/1966        | 1984-1997  | 62 (0)            | 0    | 10     | 1      |
| Gino Belis          | Belgique                         | ?         | 3/01/1961         | 1995-1996  | 0 (0)             | 0    | 0      | 0      |
| James Bell          | Angleterre                       | ?         | 20/04/1962        | 1988-1992  | 87 (0)            | 43   | 6      | 0      |
| Michel Benali       | Belgique                         | ?         | 19/12/1978        | 1995-1996  | 2 (0)             | 0    | 0      | 0      |
| Vital Bertels       | Belgique                         | ?         | ?                 | 1941-1943  | 0 (0)             | 0    | 0      | 0      |
| Ronald Billiet      | Belgique                         | ?         | 28/03/1965        | 1982-1986  | 2 (0)             | 0    | 0      | 0      |
| Frans Binnemans     | Belgique                         | ?         | 30/08/1948        | 1968-1969  | 0 (0)             | 0    | 0      | 0      |
| Alain Blanckaert    | Belgique                         | ?         | 1/12/1967         | 1992-1993  | 7 (7)             | 1    | 1      | 0      |
| Henri Blindeman     | Belgique                         | ?         | 20/05/1953        | 1982-1983  | 0 (0)             | 0    | 0      | 0      |
| Sylvain Boen        | Belgique                         | ?         | ?                 | 1948-1958  | 2 (2)             | 0    | 0      | 0      |
| Harry Bogers        | Pays-Bas                         | ?         | 6/02/1966         | 1994-1995  | 0 (0)             | 0    | 0      | 0      |
| Johan Borms         | Belgique                         | ?         | 12/06/1958        | 1978-1979  | 0 (0)             | 0    | 0      | 0      |
| Hakim Bouchouari    | Belgique                         | ?         | 25/09/1978        | 1995-1996  | 5 (0)             | 0    | 0      | 0      |
| Aitze Bouma         | Pays-Bas                         | Défenseur | 24/10/1955        | 1978-1980  | 0 (0)             | 0    | 0      | 0      |
| Jozef Brits         | Belgique                         | ?         | ?                 | 1947-1958  | 0 (0)             | 0    | 0      | 0      |
| Ludo Brits          | Belgique                         | ?         | 10/12/1953        | 1979-1984  | 0 (0)             | 0    | 0      | 0      |
| Paul Brits          | Belgique                         | ?         | ?                 | 1953-1954  | 0 (0)             | 0    | 0      | 0      |
| John Buana N'Galula | Zaïre                            | Défenseur | 23/06/1968        | 1988-1992  | 139 (0)           | 22   | 15     | 0      |
| Albert Buelens      | Belgique                         | ?         | ?                 | 1938-1939  | 5 (5)             | 1    | 0      | 0      |
| Felix Buelens       | Belgique                         | ?         | ?                 | 1945-1946  | 0 (0)             | 0    | 0      | 0      |
| Frans Buelens       | Belgique                         | ?         | ?                 | 1941-1942  | 1 (1)             | 0    | 0      | 0      |
| Karel Buelens       | Belgique                         | ?         | ?                 | 1938-1942  | 0 (0)             | 0    | 0      | 0      |
| Ronny Buelens       | Belgique                         | ?         | 5/05/1963         | 1995-1996  | 3 (0)             | 0    | 0      | 0      |
| Louis Burhenne      | Pays-Bas                         | ?         | 31/03/1953        | 1981-1983  | 0 (0)             | 0    | 0      | 0      |
| Tommy Byrne         | Irlande                          | ?         | 30/08/1969        | 1989-1992  | 36 (0)            | 2    | 5      | 0      |

## C
| Joueur              | Nationalité | Position       | Date de naissance | Période(s) | Matches (dont D1) | Buts | Jaunes | Rouges |
| ------------------- | ----------- | -------------- | ----------------- | ---------- | ----------------- | ---- | ------ | ------ |
| Rudi Calander       | Belgique    | ?              | 26/11/1963        | 1986-1988  | 0 (0)             | 0    | 0      | 0      |
| Dominique Callaerts | Belgique    | ?              | 21/09/1973        | 1995-1997  | 32 (0)            | 0    | 2      | 0      |
| Kamiel Calluy       | Belgique    | ?              | ?                 | 1941-1946  | 0 (0)             | 0    | 0      | 0      |
| Gaetano Carchiolo   | Belgique    | ?              | 7/10/1971         | 1989-1992  | 7 (0)             | 1    | 0      | 0      |
| José Carlos Junior  | Brésil      | ?              | 10/10/1977        | 1994-1995  | 29 (0)            | 4    | 5      | 1      |
| Jurgen Cassauw      | Belgique    | ?              | 13/02/1975        | 1993-1997  | 44 (0)            | 6    | 9      | 1      |
| Stefan Cathoor      | Belgique    | ?              | 20/12/1973        | 1996-1997  | 25 (0)            | 0    | 1      | 0      |
| Jef Cauwenberghs    | Belgique    | ?              | 2/05/1944         | 1971-1975  | 0 (0)             | 38   | 0      | 0      |
| Jozef Celis         | Belgique    | ?              | ?                 | 1946-1947  | 1 (1)             | 0    | 0      | 0      |
| Dave Ceuppens       | Belgique    | ?              | 20/08/1967        | 1986-1987  | 0 (0)             | 0    | 0      | 0      |
| Arthur Claes        | Belgique    | ?              | ?                 | 1938-1949  | 0 (0)             | 0    | 0      | 0      |
| Danny Claes         | Belgique    | ?              | 9/09/1966         | 1984-1988  | 34 (0)            | 3    | 2      | 0      |
| Petrus Claes        | Belgique    | ?              | ?                 | 1945-1949  | 0 (0)             | 0    | 0      | 0      |
| Eddy Clément        | Belgique    | ?              | 30/06/1949        | 1971-1983  | 30 (30)           | 1    | 0      | 0      |
| Frans Clément       | Belgique    | ?              | ?                 | 1941-1942  | 3 (3)             | 0    | 0      | 0      |
| Marcel Clément      | Belgique    | ?              | ?                 | 1941-1946  | 0 (0)             | 0    | 0      | 0      |
| Jozef Coekelberghs  | Belgique    | ?              | ?                 | 1941-1942  | 5 (5)             | 2    | 0      | 0      |
| Paul Cools          | Belgique    | ?              | ?                 | 1971-1973  | 0 (0)             | 0    | 0      | 0      |
| Peter Cools         | Belgique    | Gardien de but | 15/07/1965        | 1982-1983  | 0 (0)             | 0    | 0      | 0      |
| Tom Cools           | Belgique    | ?              | 3/08/1976         | 1994-1995  | 3 (0)             | 0    | 0      | 0      |
| Bart Cop            | Belgique    | ?              | 18/09/1972        | 1996-1997  | 3 (0)             | 0    | 1      | 0      |
| Gustaaf Cop         | Belgique    | ?              | ?                 | 1938-1947  | 0 (0)             | 0    | 0      | 0      |
| Herman Cop          | Belgique    | ?              | ?                 | 1945-1947  | 0 (0)             | 0    | 0      | 0      |
| Mathieu Crab        | Belgique    | ?              | ?                 | 1952-1958  | 0 (0)             | 0    | 0      | 0      |
| Ralf Crab           | Belgique    | ?              | 1/03/1960         | 1982-1983  | 0 (0)             | 0    | 0      | 0      |

## D
| Joueur                  | Nationalité | Position       | Date de naissance | Période(s) | Matches (dont D1) | Buts | Jaunes | Rouges |
| ----------------------- | ----------- | -------------- | ----------------- | ---------- | ----------------- | ---- | ------ | ------ |
| Luc Daemen              | Belgique    | ?              | 30/07/1963        | 1990-1994  | 111 (34)          | 1    | 6      | 0      |
| Freddy Darmont          | Belgique    | ?              | ?                 | 1967-1968  | 0 (0)             | 0    | 0      | 0      |
| Jean De Becker          | Belgique    | ?              | ?                 | 1955-1958  | 0 (0)             | 0    | 0      | 0      |
| Olivier De Boe          | Belgique    | ?              | 29/04/1957        | 1978-1979  | 0 (0)             | 0    | 0      | 0      |
| Glen De Boeck           | Belgique    | Défenseur      | 22/08/1971        | 1986-1992  | 35 (0)            | 1    | 6      | 0      |
| Petrus De Borger        | Belgique    | ?              | ?                 | 1962-1968  | 0 (0)             | 0    | 0      | 0      |
| Dominique De Bruyn      | Belgique    | ?              | 24/04/1970        | 1994-1997  | 25 (0)            | 0    | 4      | 0      |
| Marc De Buyser          | Belgique    | Attaquant      | 13/11/1963        | 1985-1987  | 52 (0)            | 14   | 4      | 1      |
| Corneel De Ceulaer      | Belgique    | ?              | 8/07/1947         | 1973-1976  | 0 (0)             | 0    | 0      | 0      |
| Raf De Ceulaerde        | Belgique    | ?              | 23/06/1972        | 1992-1997  | 75 (0)            | 0    | 21     | 4      |
| Timothy De Ceulaerde    | Belgique    | ?              | 28/06/1973        | 1993-1996  | 21 (0)            | 3    | 3      | 1      |
| Paul De Clercq          | Belgique    | ?              | 30/12/1962        | 1983-1985  | 0 (0)             | 0    | 0      | 0      |
| Stefan De Coninck       | Belgique    | ?              | 16/07/1967        | 1990-1992  | 50 (0)            | 35   | 3      | 0      |
| Marcel De Decker        | Belgique    | ?              | ?                 | 1948-1955  | 0 (0)             | 0    | 0      | 0      |
| Gunther De Dekker       | Belgique    | ?              | 19/09/1973        | 1993-1997  | 96 (0)            | 2    | 12     | 3      |
| Rudy De Haes            | Belgique    | ?              | ?                 | 1975-1978  | 3 (3)             | 0    | 0      | 0      |
| Jozef De Herdt          | Belgique    | ?              | ?                 | 1946-1949  | 0 (0)             | 0    | 0      | 0      |
| Francis De Hert         | Belgique    | ?              | ?                 | 1946-1949  | 0 (0)             | 0    | 0      | 0      |
| Guy De Hertog           | Belgique    | ?              | 2/08/1960         | 1978-1988  | 21 (0)            | 0    | 2      | 0      |
| Tom De Jonghe           | Belgique    | ?              | 8/04/1969         | 1986-1988  | 1 (0)             | 0    | 0      | 0      |
| Jan De Laet             | Belgique    | Attaquant      | 5/03/1965         | 1986-1988  | 58 (0)            | 23   | 3      | 0      |
| Luc De Laet             | Belgique    | Gardien de but | 12/06/1964        | 1983-1990  | 82 (0)            | 0    | 2      | 0      |
| Patrick De Laet         | Belgique    | ?              | 30/07/1962        | 1982-1985  | 0 (0)             | 0    | 0      | 0      |
| Nick De Loenen          | Belgique    | ?              | 2/03/1980         | 1996-1997  | 4 (0)             | 0    | 1      | 0      |
| Gerald De Maeyer        | Belgique    | ?              | 24/10/1980        | 1995-1996  | 1 (0)             | 0    | 0      | 0      |
| Jozef De Mayer          | Belgique    | ?              | ?                 | 1938-1939  | 1 (1)             | 0    | 0      | 0      |
| Sébastien De Meersman   | Belgique    | ?              | 30/12/1970        | 1992-1993  | 29 (29)           | 3    | 4      | 0      |
| Bart De Mondt           | Belgique    | ?              | 23/05/1968        | 1984-1997  | 55 (0)            | 1    | 5      | 0      |
| Junior Vantuir De Moura | Brésil      | Attaquant      | 12/03/1971        | 1996-1997  | 13 (0)            | 5    | 2      | 1      |
| Marc De Mulder          | Belgique    | ?              | ?                 | 1987-1988  | 7 (0)             | 0    | 2      | 0      |
| Peter De Pillecijn      | Belgique    | ?              | 28/07/1966        | 1995-1996  | 0 (0)             | 0    | 0      | 0      |
| Davy De Raeve           | Belgique    | ?              | 18/03/1971        | 1993-1994  | 3 (0)             | 0    | 0      | 0      |
| Hugo De Raeymaeker      | Belgique    | ?              | 15/05/1942        | 1963-1968  | 0 (0)             | 0    | 0      | 0      |
| François De Roeck       | Belgique    | ?              | ?                 | 1938-1941  | 0 (0)             | 0    | 0      | 0      |
| Eddy De Roos            | Belgique    | ?              | 21/06/1970        | 1989-1994  | 9 (0)             | 0    | 0      | 0      |
| Dirk De Rooster         | Belgique    | ?              | 2/11/1958         | 1978-1979  | 0 (0)             | 0    | 0      | 0      |
| Wim De Ruyck            | Belgique    | ?              | 3/03/1955         | 1995-1996  | 2 (0)             | 0    | 0      | 0      |
| Petrus De Ryck          | Belgique    | ?              | ?                 | 1945-1947  | 0 (0)             | 0    | 0      | 0      |
| Paul De Vleesschouwer   | Belgique    | ?              | ?                 | 1977-1978  | 12 (12)           | 0    | 0      | 0      |
| Marcel De Voeght        | Belgique    | ?              | ?                 | 1938-1939  | 21 (21)           | 0    | 0      | 0      |
| Gunter De Wachter       | Belgique    | ?              | 27/08/1966        | 1988-1990  | 15 (0)            | 0    | 0      | 0      |
| Walter De Wachter       | Belgique    | ?              | 30/09/1954        | 1983-1984  | 0 (0)             | 0    | 0      | 0      |
| Edward De Weerdt        | Belgique    | ?              | ?                 | 1945-1946  | 1 (1)             | 0    | 0      | 0      |
| Albert Debroux          | Belgique    | ?              | 12/07/1923        | 1953-1954  | 0 (0)             | 0    | 0      | 0      |
| Eddy Deckers            | Belgique    | ?              | ?                 | 1971-1974  | 0 (0)             | 0    | 0      | 0      |
| Erwin Declerck          | Belgique    | ?              | 3/01/1958         | 1975-1976  | 0 (0)             | 0    | 0      | 0      |
| Danny Degelaen          | Belgique    | ?              | 26/06/1957        | 1978-1986  | 19 (0)            | 0    | 1      | 0      |
| Kurt Degrave            | Belgique    | ?              | 26/01/1974        | 1995-1996  | 26 (0)            | 1    | 8      | 1      |
| Michaël Delcampe        | Belgique    | ?              | 8/02/1972         | 1992-1997  | 55 (29)           | 0    | 13     | 3      |
| Thierry Desmedt         | Belgique    | Gardien de but | 4/03/1971         | 1992-1993  | 18 (18)           | 0    | 0      | 0      |
| Leopold Devleeschouwer  | Belgique    | ?              | 4/08/1953         | 1973-1977  | 0 (0)             | 0    | 0      | 0      |
| Stephaan Devos          | Belgique    | ?              | 22/10/1977        | 1994-1995  | 1 (0)             | 0    | 0      | 0      |
| Paul Dewit              | Belgique    | ?              | ?                 | 1960-1968  | 0 (0)             | 0    | 0      | 0      |
| Jaak Deyaert            | Belgique    | ?              | 17/11/1911        | 1938-1939  | 20 (20)           | 5    | 0      | 0      |
| Jozef D'Haene           | Belgique    | ?              | ?                 | 1958-1961  | 0 (0)             | 0    | 0      | 0      |
| Guy Droessaert          | Belgique    | ?              | 18/06/1962        | 1988-1990  | 59 (0)            | 5    | 6      | 0      |
| Rudy Duchesne           | Belgique    | ?              | 2/09/1961         | 1979-1985  | 0 (0)             | 0    | 0      | 0      |

## E
| Joueur             | Nationalité | Position          | Date de naissance | Période(s) | Matches (dont D1) | Buts | Jaunes | Rouges |
| ------------------ | ----------- | ----------------- | ----------------- | ---------- | ----------------- | ---- | ------ | ------ |
| Dominique El Gdali | Belgique    | ?                 | 24/04/1970        | 1989-1994  | 48 (16)           | 0    | 5      | 1      |
| Foad El Makrini    | Maroc       | ?                 | 3/01/1978         | 1994-1995  | 1 (0)             | 0    | 0      | 0      |
| Ibrahim El Makrini | Maroc       | ?                 | 9/04/1975         | 1993-1997  | 52 (0)            | 0    | 9      | 2      |
| Mohamed El Makrini | Maroc       | ?                 | 2/05/1973         | 1996-1997  | 13 (0)            | 0    | 2      | 0      |
| Jo Engelborghs     | Belgique    | Gardien de but    | 28/09/1971        | 1994-1995  | 31 (0)            | 0    | 2      | 1      |
| Éric Erkelens      | Belgique    | ?                 | 27/10/1971        | 1994-1996  | 7 (0)             | 1    | 1      | 0      |
| Didier Ernst       | Belgique    | Milieu de terrain | 15/09/1971        | 1992-1993  | 2 (2)             | 0    | 0      | 0      |
| Guillaume Everaert | Belgique    | ?                 | ?                 | 1945-1946  | 6 (6)             | 0    | 0      | 0      |
| Léon Everaert      | Belgique    | ?                 | 22/08/1928        | 1961-1967  | 0 (0)             | 0    | 0      | 0      |
| Edmond Eyckmans    | Belgique    | ?                 | ?                 | 1938-1939  | 20 (20)           | 0    | 0      | 0      |

## F
| Joueur            | Nationalité | Position  | Date de naissance | Période(s) | Matches (dont D1) | Buts | Jaunes | Rouges |
| ----------------- | ----------- | --------- | ----------------- | ---------- | ----------------- | ---- | ------ | ------ |
| Marc Fasoel       | Belgique    | ?         | 12/07/1954        | 1978-1979  | 0 (0)             | 0    | 0      | 0      |
| Danilo Fereira    | Espagne     | ?         | 20/11/1975        | 1993-1994  | 19 (0)            | 2    | 1      | 0      |
| Frans Feys        | Belgique    | ?         | ?                 | 1938-1946  | 0 (0)             | 0    | 0      | 0      |
| Thierry Flies     | Belgique    | ?         | 19/12/1977        | 1994-1996  | 30 (0)            | 9    | 2      | 0      |
| Yvan Fordel       | Belgique    | ?         | 30/05/1963        | 1980-1983  | 0 (0)             | 0    | 0      | 0      |
| Alain Fossoul     | Belgique    | ?         | 31/12/1928        | 1948-1949  | 1 (1)             | 0    | 0      | 0      |
| Denis Fraeyman    | Belgique    | Attaquant | 1/08/1958         | 1978-1979  | 0 (0)             | 0    | 0      | 0      |
| Geoffrey Fratteur | Belgique    | ?         | 1/08/1973         | 1995-1997  | 9 (0)             | 0    | 1      | 0      |

## G
| Joueur            | Nationalité | Position       | Date de naissance | Période(s)           | Matches (dont D1) | Buts | Jaunes | Rouges |
| ----------------- | ----------- | -------------- | ----------------- | -------------------- | ----------------- | ---- | ------ | ------ |
| Károly Gelei      | Hongrie     | Gardien de but | 7/12/1964         | 1993-1994            | 27 (0)            | 0    | 1      | 1      |
| Christiaan Genijn | Belgique    | ?              | 6/10/1959         | 1978-1980            | 0 (0)             | 0    | 0      | 0      |
| Gert Gijsels      | Belgique    | ?              | 11/12/1962        | 1989-1992            | 50 (0)            | 3    | 2      | 0      |
| Dirk Gille        | Belgique    | ?              | 26/06/1962        | 1980-1989            | 100 (0)           | 1    | 14     | 0      |
| Rachid Gloub      | Maroc       | ?              | 29/10/1979        | 1995-1997            | 2 (0)             | 0    | 0      | 0      |
| Dirk Goossens     | Belgique    | Attaquant      | 26/09/1962        | 1989-1990            | 26 (0)            | 5    | 14     | 0      |
| Raymond Goossens  | Belgique    | ?              | 23/11/1940        | 1972-1973            | 0 (0)             | 0    | 0      | 0      |
| Jan Goris         | Belgique    | ?              | ?                 | 1947-1948            | 0 (0)             | 0    | 0      | 0      |
| Robert Gruben     | Pays-Bas    | Gardien de but | 26/12/1953        | 1973-1979, 1981-1984 | 33 (33)           | 0    | 0      | 0      |

## H
| Joueur              | Nationalité | Position          | Date de naissance | Période(s) | Matches (dont D1) | Buts | Jaunes | Rouges |
| ------------------- | ----------- | ----------------- | ----------------- | ---------- | ----------------- | ---- | ------ | ------ |
| Pascal Haelewaeters | Belgique    | ?                 | 9/06/1969         | 1986-1989  | 3 (0)             | 0    | 0      | 0      |
| Bob Hannebau        | Belgique    | ?                 | 29/09/1962        | 1980-1981  | 0 (0)             | 0    | 0      | 0      |
| Hubert Hardewijn    | Belgique    | ?                 | ?                 | 1927-1928  | 0 (0)             | 0    | 0      | 0      |
| Marc Hellemans      | Belgique    | ?                 | 31/01/1960        | 1977-1978  | 0 (0)             | 0    | 0      | 0      |
| Amaury Helssen      | Belgique    | ?                 | 15/09/1963        | 1983-1985  | 0 (0)             | 0    | 0      | 0      |
| Roger Hénuset       | Belgique    | Défenseur         | 20/06/1970        | 1993-1994  | 19 (0)            | 0    | 0      | 0      |
| Marcel Hermans      | Belgique    | Milieu de terrain | 3/11/1944         | 1970-1973  | 0 (0)             | 0    | 0      | 0      |
| Eddy Herremans      | Belgique    | ?                 | ?                 | 1969-1970  | 0 (0)             | 0    | 0      | 0      |
| Bart Hoefkens       | Belgique    | ?                 | 16/04/1962        | 1979-1981  | 0 (0)             | 0    | 0      | 0      |
| Karel Hofman        | Belgique    | ?                 | ?                 | 1971-1976  | 0 (0)             | 0    | 0      | 0      |
| Emmanuel Huybrechts | Belgique    | ?                 | ?                 | 1953-1956  | 0 (0)             | 0    | 0      | 0      |
| Frans Huyghe        | Belgique    | ?                 | ?                 | 1938-1949  | 0 (0)             | 0    | 0      | 0      |
| Marc Huys           | Belgique    | ?                 | 25/07/1968        | 1983-1984  | 0 (0)             | 0    | 0      | 0      |

## J
| Joueur             | Nationalité | Position | Date de naissance | Période(s) | Matches (dont D1) | Buts | Jaunes | Rouges |
| ------------------ | ----------- | -------- | ----------------- | ---------- | ----------------- | ---- | ------ | ------ |
| Alfons Jansegers   | Belgique    | ?        | 13/03/1947        | 1971-1974  | 0 (0)             | 0    | 0      | 0      |
| Nico Jansen        | Pays-Bas    | ?        | 15/01/1953        | 1984-1986  | 3 (0)             | 0    | 0      | 0      |
| Johan Janssens     | Belgique    | ?        | 28/08/1973        | 1992-1996  | 90 (1)            | 1    | 7      | 0      |
| Wilfried Jeurissen | Belgique    | ?        | 12/04/1966        | 1982-1988  | 74 (0)            | 2    | 9      | 0      |

## K
| Joueur                 | Nationalité  | Position          | Date de naissance | Période(s) | Matches (dont D1) | Buts | Jaunes | Rouges |
| ---------------------- | ------------ | ----------------- | ----------------- | ---------- | ----------------- | ---- | ------ | ------ |
| Aruna Kailie           | Belgique     | ?                 | 4/09/1975         | 1994-1995  | 5 (0)             | 0    | 2      | 0      |
| Marc Kennis            | Belgique     | ?                 | 6/07/1963         | 1983-1984  | 0 (0)             | 0    | 0      | 0      |
| Wostijn Frans Kennis   | Belgique     | ?                 | ?                 | 1938-1939  | 17 (17)           | 0    | 0      | 0      |
| Angelo Kerremans       | Belgique     | ?                 | 4/11/1975         | 1995-1996  | 0 (0)             | 0    | 0      | 0      |
| Marc Kerremans         | Belgique     | ?                 | 29/01/1966        | 1986-1987  | 25 (0)            | 0    | 2      | 0      |
| Peter Kerremans        | Belgique     | Gardien de but    | 2/02/1961         | 1978-1981  | 0 (0)             | 0    | 0      | 0      |
| Yousef Khammas         | Maroc        | ?                 | 23/10/1970        | 1989-1996  | 39 (0)            | 0    | 8      | 0      |
| Dirk Klinge            | Allemagne    | Attaquant         | ?                 | 1990-1991  | 21 (0)            | 4    | 0      | 1      |
| Eddy Koens             | Pays-Bas     | Attaquant         | 12/03/1946        | 1977-1980  | 0 (0)             | 0    | 0      | 0      |
| Robbie Kok             | Pays-Bas     | ?                 | 26/01/1957        | 1977-1978  | 30 (30)           | 5    | 0      | 0      |
| Ibrahim Koroma         | Sierra Leone | Défenseur         | 4/07/1973         | 1991-1995  | 82 (18)           | 14   | 1      | 0      |
| Sigurjohn Kristjansson | Islande      | Milieu de terrain | 5/04/1962         | 1989-1990  | 11 (0)            | 0    | 0      | 0      |
| Michaël Kunnecke       | Belgique     | ?                 | 9/05/1957         | 1975-1976  | 0 (0)             | 0    | 0      | 0      |
| Bart Kuykens           | Belgique     | ?                 | 19/02/1975        | 1996-1997  | 1 (0)             | 0    | 0      | 0      |

## L
| Joueur                | Nationalité | Position       | Date de naissance | Période(s) | Matches (dont D1) | Buts | Jaunes | Rouges |
| --------------------- | ----------- | -------------- | ----------------- | ---------- | ----------------- | ---- | ------ | ------ |
| Eddy Laevaert         | Belgique    | ?              | 12/04/1956        | 1972-1977  | 0 (0)             | 0    | 0      | 0      |
| Manssour Lahmouri     | Belgique    | ?              | 18/09/1977        | 1995-1996  | 3 (0)             | 0    | 1      | 0      |
| Paul Lambert          | Belgique    | ?              | 2/07/1954         | 1986-1987  | 26 (0)            | 2    | 2      | 1      |
| Jos Lathouwers        | Belgique    | ?              | 26/04/1968        | 1994-1995  | 31 (0)            | 1    | 4      | 0      |
| Jan Lauwers           | Belgique    | ?              | 25/08/1967        | 1985-1989  | 26 (0)            | 0    | 1      | 1      |
| Paulo Leitao Carvalho | Brésil      | ?              | 20/05/1976        | 1992-1996  | 55 (1)            | 4    | 11     | 1      |
| Albert Lenaers        | Belgique    | ?              | ?                 | 1942-1943  | 10 (10)           | 0    | 0      | 0      |
| Johnny Lenaerts       | Belgique    | ?              | 12/04/1964        | 1985-1986  | 21 (0)            | 2    | 2      | 0      |
| Gustaaf Lettens       | Belgique    | ?              | ?                 | 1971-1973  | 0 (0)             | 0    | 0      | 0      |
| Marc Lettens          | Belgique    | ?              | 4/03/1955         | 1971-1973  | 6 (0)             | 1    | 0      | 0      |
| Roland Leyzen         | Belgique    | Gardien de but | 18/08/1938        | 1962-1968  | 0 (0)             | 0    | 0      | 0      |
| Marc Lombaerts        | Belgique    | ?              | 6/01/1966         | 1982-1994  | 116 (0)           | 19   | 3      | 0      |
| Roger Lukaku          | Zaïre       | Attaquant      | 6/06/1967         | 1990-1993  | 43 (28)           | 11   | 3      | 0      |
| Léon Luyckens         | Belgique    | ?              | ?                 | 1942-1943  | 0 (0)             | 0    | 0      | 0      |

## M
| Joueur                  | Nationalité | Position          | Date de naissance | Période(s) | Matches (dont D1) | Buts | Jaunes | Rouges |
| ----------------------- | ----------- | ----------------- | ----------------- | ---------- | ----------------- | ---- | ------ | ------ |
| Éric Mampaey            | Belgique    | ?                 | 25/04/1960        | 1978-1985  | 0 (0)             | 0    | 0      | 0      |
| Mohamed Mansarray       | Belgique    | ?                 | 10/03/1975        | 1993-1994  | 10 (0)            | 1    | 0      | 1      |
| Frans Marievoet         | Belgique    | Gardien de but    | ?                 | 1942-1943  | 0 (0)             | 0    | 0      | 0      |
| Danny Maris             | Belgique    | ?                 | 16/01/1957        | 1974-1984  | 0 (0)             | 0    | 0      | 0      |
| Ronny Martens           | Belgique    | Attaquant         | 22/12/1958        | 1989-1990  | 20 (0)            | 5    | 3      | 0      |
| Roger Mast              | Belgique    | ?                 | 16/03/1944        | 1960-1962  | 0 (0)             | 0    | 0      | 0      |
| Jos Matheuse            | Belgique    | ?                 | 8/02/1967         | 1989-1990  | 15 (0)            | 1    | 1      | 0      |
| Pascal Mattheus         | Belgique    | ?                 | 17/12/1967        | 1995-1996  | 4 (0)             | 0    | 1      | 0      |
| Bob Mayes               | Angleterre  | ?                 | ?                 | 1987-1988  | 23 (0)            | 1    | 2      | 1      |
| Mayo Mbunga             | Zaïre       | Attaquant         | 4/11/1972         | 1994-1995  | 21 (0)            | 4    | 1      | 0      |
| Mike Melis              | Belgique    | ?                 | 7/09/1968         | 1994-1995  | 33 (0)            | 0    | 5      | 1      |
| Filip Merckx            | Belgique    | Gardien de but    | 18/04/1978        | 1995-1996  | 1 (0)             | 0    | 0      | 0      |
| Sven Mertens            | Belgique    | ?                 | 9/06/1968         | 1989-1990  | 15 (0)            | 1    | 1      | 0      |
| Robert Molenberghs      | Belgique    | ?                 | 19/06/1956        | 1978-1979  | 0 (0)             | 0    | 0      | 0      |
| Enrique Montes-Babiloni | Brésil      | ?                 | 30/10/1973        | 1994-1997  | 39 (0)            | 2    | 8      | 0      |
| Julien Moons            | Belgique    | ?                 | 4/06/1949         | 1974-1977  | 0 (0)             | 0    | 0      | 0      |
| Benny Moortgat          | Belgique    | ?                 | 9/09/1964         | 1984-1987  | 28 (0)            | 0    | 1      | 0      |
| Dirk Mottie             | Belgique    | ?                 | 17/02/1962        | 1984-1985  | 0 (0)             | 0    | 0      | 0      |
| François Moyson         | Belgique    | ?                 | 4/07/1942         | 1961-1977  | 0 (0)             | 0    | 0      | 0      |
| Jan Moyson              | Belgique    | ?                 | ?                 | 1961-1968  | 0 (0)             | 0    | 0      | 0      |
| Danny Muller            | Pays-Bas    | Milieu de terrain | 11/08/1969        | 1992-1993  | 15 (15)           | 4    | 3      | 0      |

## N
| Joueur                | Nationalité | Position       | Date de naissance | Période(s) | Matches (dont D1) | Buts | Jaunes | Rouges |
| --------------------- | ----------- | -------------- | ----------------- | ---------- | ----------------- | ---- | ------ | ------ |
| Glen Naegels          | Belgique    | Gardien de but | 6/08/1971         | 1990-1997  | 40 (0)            | 0    | 2      | 0      |
| Geert Nauwelaers      | Belgique    | ?              | 27/08/1958        | 1973-1984  | 0 (0)             | 0    | 0      | 0      |
| François Ndanga Tumba | Zaïre       | Défenseur      | 29/07/1963        | 1986-1994  | 157 (27)          | 5    | 34     | 4      |
| Alex Nijs             | Belgique    | ?              | ?                 | 1969-1970  | 0 (0)             | 0    | 0      | 0      |
| Marc Noë              | Belgique    | ?              | 18/10/1962        | 1988-1991  | 65 (0)            | 6    | 12     | 1      |
| Michel N'Telo-Zamambu | Zaïre       | ?              | 12/06/1970        | 1987-1995  | 49 (9)            | 4    | 1      | 0      |

## O
| Joueur            | Nationalité | Position | Date de naissance | Période(s) | Matches (dont D1) | Buts | Jaunes | Rouges |
| ----------------- | ----------- | -------- | ----------------- | ---------- | ----------------- | ---- | ------ | ------ |
| Goncalves Orlando | Belgique    | ?        | 20/07/1974        | 1996-1997  | 3 (0)             | 0    | 0      | 0      |

## P
| Joueur           | Nationalité | Position  | Date de naissance | Période(s) | Matches (dont D1) | Buts | Jaunes | Rouges |
| ---------------- | ----------- | --------- | ----------------- | ---------- | ----------------- | ---- | ------ | ------ |
| Geronimo Palagia | Belgique    | ?         | 9/06/1956         | 1981-1982  | 0 (0)             | 0    | 0      | 0      |
| Léonard Pedus    | Belgique    | ?         | 31/12/1926        | 1945-1958  | 0 (0)             | 0    | 0      | 0      |
| Pierre Pedus     | Belgique    | ?         | ?                 | 1946-1956  | 0 (0)             | 0    | 0      | 0      |
| Noël Peersman    | Belgique    | ?         | 24/12/1955        | 1976-1977  | 0 (0)             | 0    | 0      | 0      |
| Eddy Peeters     | Belgique    | ?         | 26/09/1952        | 1973-1974  | 0 (0)             | 0    | 0      | 0      |
| Patrick Peeters  | Belgique    | ?         | 1/12/1959         | 1977-1979  | 0 (0)             | 0    | 0      | 0      |
| Eddy Perdu       | Belgique    | ?         | 26/06/1962        | 1980-1985  | 0 (0)             | 0    | 0      | 0      |
| Wladimir Pereira | Brésil      | ?         | 12/02/1972        | 1994-1995  | 6 (0)             | 1    | 1      | 0      |
| Danny Pfaff      | Belgique    | ?         | 19/12/1958        | 1991-1993  | 54 (32)           | 0    | 6      | 0      |
| Benno Pintens    | Belgique    | Attaquant | 18/08/1956        | 1981-1982  | 0 (0)             | 0    | 0      | 0      |
| Wim Poppe        | Belgique    | ?         | 26/10/1970        | 1996-1997  | 13 (0)            | 2    | 3      | 0      |
| Ronny Prins      | Pays-Bas    | ?         | 19/12/1965        | 1981-1982  | 0 (0)             | 0    | 0      | 0      |

## R
| Joueur          | Nationalité | Position          | Date de naissance | Période(s) | Matches (dont D1) | Buts | Jaunes | Rouges |
| --------------- | ----------- | ----------------- | ----------------- | ---------- | ----------------- | ---- | ------ | ------ |
| Bernard Redel   | France      | ?                 | 8/04/1948         | 1974-1982  | 0 (0)             | 0    | 0      | 0      |
| Jean Reyniers   | Belgique    | ?                 | 19/06/1948        | 1971-1972  | 0 (0)             | 0    | 0      | 0      |
| Kurt Reypens    | Belgique    | ?                 | 5/08/1970         | 1996-1997  | 0 (0)             | 0    | 0      | 0      |
| Stalin Rivas    | Venezuela   | Milieu de terrain | 5/08/1971         | 1992-1993  | 20 (20)           | 3    | 3      | 0      |
| Werner Roelands | Belgique    | ?                 | ?                 | 1971-1973  | 0 (0)             | 0    | 0      | 0      |
| Stani Rogiers   | Belgique    | ?                 | 28/06/1950        | 1975-1976  | 0 (0)             | 0    | 0      | 0      |
| Paul Rombaut    | Belgique    | ?                 | 11/05/1956        | 1980-1981  | 0 (0)             | 0    | 0      | 0      |
| Chris Ronge     | Belgique    | ?                 | 4/10/1958         | 1996-1997  | 0 (0)             | 0    | 0      | 0      |
| Theo Rossen     | Belgique    | Attaquant         | 15/09/1936        | 1966-1967  | 0 (0)             | 0    | 0      | 0      |

## S
| Joueur                 | Nationalité | Position       | Date de naissance | Période(s) | Matches (dont D1) | Buts | Jaunes | Rouges |
| ---------------------- | ----------- | -------------- | ----------------- | ---------- | ----------------- | ---- | ------ | ------ |
| Tom Saintfiet          | Belgique    | ?              | 29/03/1973        | 1996-1997  | 0 (0)             | 0    | 0      | 0      |
| Jozef Sas              | Belgique    | ?              | ?                 | 1945-1949  | 0 (0)             | 0    | 0      | 0      |
| Christian Schaekels    | Belgique    | ?              | 26/09/1969        | 1993-1994  | 8 (0)             | 0    | 2      | 0      |
| Roger Schilders        | Belgique    | Gardien de but | ?                 | 1947-1948  | 0 (0)             | 0    | 0      | 0      |
| Willem Segers          | Belgique    | ?              | ?                 | 1941-1949  | 0 (0)             | 0    | 0      | 0      |
| Pascal Simons          | Belgique    | ?              | 20/05/1969        | 1986-1987  | 0 (0)             | 0    | 0      | 0      |
| Spencer Smolders       | Belgique    | ?              | 24/02/1970        | 1990-1993  | 54 (21)           | 9    | 2      | 0      |
| Steve Snow             | États-Unis  | Attaquant      | 2/02/1971         | 1992-1993  | 7 (7)             | 3    | 1      | 0      |
| Filip Stevens          | Belgique    | ?              | 6/12/1974         | 1996-1997  | 22 (0)            | 2    | 2      | 0      |
| Peter Steylaerts       | Belgique    | ?              | 11/02/1965        | 1983-1985  | 0 (0)             | 0    | 0      | 0      |
| Frans Stroobants       | Belgique    | ?              | ?                 | 1941-1947  | 0 (0)             | 0    | 0      | 0      |
| Maurice Florent Struyf | Belgique    | ?              | 8/04/1938         | 1954-1972  | 0 (0)             | 0    | 0      | 0      |

## T
| Joueur           | Nationalité | Position          | Date de naissance | Période(s) | Matches (dont D1) | Buts | Jaunes | Rouges |
| ---------------- | ----------- | ----------------- | ----------------- | ---------- | ----------------- | ---- | ------ | ------ |
| Geert Teck       | Belgique    | ?                 | 28/09/1965        | 1983-1984  | 0 (0)             | 0    | 0      | 0      |
| Marcel Temmerman | Belgique    | ?                 | 22/02/1921        | 1941-1947  | 0 (0)             | 0    | 0      | 0      |
| Rudi Teugels     | Belgique    | ?                 | ?                 | 1962-1973  | 0 (0)             | 0    | 0      | 0      |
| Werner Teugels   | Belgique    | ?                 | 15/07/1960        | 1982-1986  | 5 (0)             | 0    | 0      | 0      |
| Dirk Thijs       | Belgique    | ?                 | 7/09/1963         | 1980-1981  | 0 (0)             | 0    | 0      | 0      |
| Peter Thijs      | Belgique    | Gardien de but    | 10/04/1964        | 1982-1988  | 25 (0)            | 0    | 1      | 0      |
| François Thoen   | Belgique    | ?                 | 25/11/1944        | 1967-1977  | 0 (0)             | 0    | 0      | 0      |
| Hubert Thys      | Belgique    | ?                 | ?                 | 1938-1946  | 0 (0)             | 0    | 0      | 0      |
| Ronny Tielemans  | Belgique    | ?                 | 3/10/1950         | 1975-1980  | 0 (0)             | 0    | 0      | 0      |
| Eduard Tierens   | Belgique    | ?                 | ?                 | 1945-1951  | 0 (0)             | 0    | 0      | 0      |
| Shalom Tikva     | Israël      | Milieu de terrain | 8/05/1965         | 1992-1993  | 9 (9)             | 1    | 0      | 0      |
| Tyl Tortelboom   | Belgique    | ?                 | 2/03/1974         | 1993-1994  | 24 (0)            | 4    | 2      | 0      |
| Gert Triest      | Belgique    | ?                 | 16/11/1973        | 1993-1994  | 0 (0)             | 0    | 0      | 0      |

## U
| Joueur     | Nationalité | Position | Date de naissance | Période(s) | Matches (dont D1) | Buts | Jaunes | Rouges |
| ---------- | ----------- | -------- | ----------------- | ---------- | ----------------- | ---- | ------ | ------ |
| Nico Umans | Belgique    | ?        | 13/04/1977        | 1995-1996  | 2 (0)             | 0    | 0      | 0      |

## V
| Joueur                   | Nationalité | Position          | Date de naissance | Période(s)           | Matches (dont D1) | Buts | Jaunes | Rouges |
| ------------------------ | ----------- | ----------------- | ----------------- | -------------------- | ----------------- | ---- | ------ | ------ |
| Johnny Van Abbeny        | Belgique    | ?                 | 9/02/1956         | 1983-1984            | 0 (0)             | 0    | 0      | 0      |
| Tom Van Beneden          | Belgique    | ?                 | 13/08/1977        | 1995-1996            | 28 (0)            | 3    | 1      | 0      |
| Louis Van Bulck          | Belgique    | ?                 | ?                 | 1941-1947            | 0 (0)             | 0    | 0      | 0      |
| Stephan Van Bulck        | Belgique    | ?                 | 22/08/1965        | 1986-1987            | 0 (0)             | 0    | 0      | 0      |
| Yvan Van Bulck           | Belgique    | ?                 | 4/05/1959         | 1979-1983            | 0 (0)             | 0    | 0      | 0      |
| Frans Van Camp           | Belgique    | ?                 | ?                 | 1947-1958            | 0 (0)             | 0    | 0      | 0      |
| Jules Van Camp           | Belgique    | ?                 | ?                 | 1938-1943            | 0 (0)             | 0    | 0      | 0      |
| Marcel Van Camp          | Belgique    | ?                 | ?                 | 1941-1949            | 0 (0)             | 0    | 0      | 0      |
| Peter Van Camp           | Belgique    | ?                 | 11/04/1974        | 1996-1997            | 23 (0)            | 2    | 1      | 0      |
| Jean-Marie Van Cappellen | Belgique    | ?                 | 31/01/1943        | 1973-1976            | 0 (0)             | 0    | 0      | 0      |
| Werner Van Cauteren      | Belgique    | ?                 | 16/09/1966        | 1983-1984            | 0 (0)             | 0    | 0      | 0      |
| Marc Van Craen           | Belgique    | ?                 | 3/02/1962         | 1987-1989            | 27 (0)            | 1    | 1      | 1      |
| Chris Van Dam            | Belgique    | ?                 | 13/02/1958        | 1974-1980            | 0 (0)             | 0    | 0      | 0      |
| Pieter Van den Bosch     | Belgique    | Attaquant         | 31/10/1927        | 1945-1949            | 0 (0)             | 0    | 0      | 0      |
| Wim Van Den Eynde        | Belgique    | ?                 | 4/09/1970         | 1986-1987            | 0 (0)             | 0    | 0      | 0      |
| Peter Van Den Haesevelde | Belgique    | ?                 | 14/07/1974        | 1995-1996            | 6 (0)             | 0    | 0      | 0      |
| Peter Van Den Heuvel     | Belgique    | ?                 | 14/11/1967        | 1983-1990            | 16 (0)            | 0    | 1      | 0      |
| Ludo Van Der Auwera      | Belgique    | ?                 | 23/05/1948        | 1967-1980            | 0 (0)             | 0    | 0      | 0      |
| Thys Van Der Heyden      | Belgique    | ?                 | 17/08/1976        | 1995-1996            | 0 (0)             | 0    | 0      | 0      |
| Ruud van der Kloot       | Pays-Bas    | ?                 | 23/05/1953        | 1978-1979            | 0 (0)             | 0    | 0      | 0      |
| Paul Van Der Stappen     | Belgique    | ?                 | 30/09/1958        | 1982-1985            | 0 (0)             | 16   | 0      | 0      |
| Philip Van Dessel        | Belgique    | Gardien de but    | 24/01/1966        | 1987-1996            | 10 (0)            | 0    | 0      | 0      |
| Paul Van Dijck           | Belgique    | ?                 | 3/01/1963         | 1981-1986            | 0 (0)             | 0    | 0      | 0      |
| Geert Van Doninck        | Belgique    | Milieu de terrain | 21/05/1962        | 1980-1982            | 0 (0)             | 0    | 0      | 0      |
| Éric Van Ghelder         | Belgique    | ?                 | 6/09/1965         | 1982-1988            | 4 (0)             | 0    | 0      | 0      |
| Hans Van Ham             | Belgique    | ?                 | 19/12/1960        | 1982-1983            | 0 (0)             | 0    | 0      | 0      |
| Ferdinand Van Hees       | Belgique    | ?                 | 31/12/1944        | 1971-1977            | 0 (0)             | 0    | 0      | 0      |
| Tim Van Herck            | Belgique    | ?                 | 4/03/1971         | 1995-1996            | 1 (0)             | 0    | 0      | 0      |
| Sam Van Hoegaerden       | Belgique    | ?                 | 4/03/1975         | 1995-1996            | 4 (0)             | 0    | 0      | 0      |
| Marc Van Hoorebeeck      | Belgique    | ?                 | 6/06/1953         | 1972-1984            | 0 (0)             | 0    | 0      | 0      |
| Roger Van Hove           | Belgique    | ?                 | 26/12/1942        | 1958-1974            | 0 (0)             | 0    | 0      | 0      |
| Eddy Van Hoyweghen       | Belgique    | ?                 | 8/04/1959         | 1978-1981            | 0 (0)             | 0    | 0      | 0      |
| Georges Van Laer         | Belgique    | ?                 | ?                 | 1941-1955            | 0 (0)             | 0    | 0      | 0      |
| Jozef Van Laer           | Belgique    | ?                 | ?                 | 1953-1958            | 0 (0)             | 0    | 0      | 0      |
| Jozef Van Linden         | Belgique    | ?                 | ?                 | 1952-1956            | 0 (0)             | 0    | 0      | 0      |
| Louis Van Linden         | Belgique    | Défenseur         | 8/01/1928         | 1957-1959            | 0 (0)             | 0    | 0      | 0      |
| Kurt Van Looveren        | Belgique    | ?                 | 24/02/1967        | 1989-1991            | 17 (0)            | 1    | 0      | 0      |
| François Van Nerum       | Belgique    | ?                 | 22/07/1955        | 1985-1989            | 39 (0)            | 5    | 0      | 0      |
| Benny Van Onckelen       | Belgique    | ?                 | 28/10/1957        | 1978-1979            | 0 (0)             | 0    | 0      | 0      |
| Herwig Van Reeth         | Belgique    | ?                 | 13/07/1962        | 1980-1987            | 19 (0)            | 0    | 0      | 0      |
| Pierre Van Reeth         | Belgique    | ?                 | 23/02/1938        | 1957-1970            | 0 (0)             | 0    | 0      | 0      |
| Victor Van Reeth         | Belgique    | ?                 | ?                 | 1938-1939            | 0 (0)             | 0    | 0      | 0      |
| Jan Van Regenmortel      | Belgique    | ?                 | 2/06/1967         | 1990-1993            | 72 (18)           | 6    | 2      | 2      |
| Georges Van Rompaey      | Belgique    | ?                 | 13/02/1927        | 1945-1953            | 0 (0)             | 0    | 0      | 0      |
| Gunter Van Steenwinkel   | Belgique    | ?                 | 26/06/1975        | 1993-1995            | 12 (0)            | 0    | 0      | 0      |
| Francis Van Tieghem      | Belgique    | ?                 | 26/06/1963        | 1983-1984            | 0 (0)             | 0    | 0      | 0      |
| Peter Van Wambeke        | Belgique    | Milieu de terrain | 19/04/1963        | 1990-1992            | 57 (0)            | 9    | 7      | 0      |
| Freddy Vanbeginne        | Belgique    | ?                 | 11/10/1959        | 1983-1988            | 78 (0)            | 10   | 22     | 2      |
| Johnny Vandenbossche     | Belgique    | ?                 | 23/10/1959        | 1977-1997            | 165 (22)          | 11   | 16     | 2      |
| Jan Vandendungen         | Belgique    | ?                 | 16/08/1957        | 1982-1983            | 0 (0)             | 0    | 0      | 0      |
| Yves Vanderveeren        | Belgique    | ?                 | 27/01/1962        | 1994-1995            | 4 (0)             | 0    | 0      | 0      |
| Guy Vandewalle           | Belgique    | ?                 | 4/01/1973         | 1993-1995            | 12 (0)            | 0    | 1      | 0      |
| Dirk Vekeman             | Belgique    | Gardien de but    | 25/09/1960        | 1989-1993            | 98 (16)           | 0    | 1      | 0      |
| Nic Verboven             | Belgique    | ?                 | 26/02/1955        | 1978-1982            | 0 (0)             | 0    | 0      | 0      |
| Gerard Verelst           | Belgique    | ?                 | 22/02/1958        | 1974-1976            | 0 (0)             | 0    | 0      | 0      |
| Joeri Verelst            | Belgique    | ?                 | 30/07/1973        | 1992-1996            | 56 (1)            | 11   | 2      | 1      |
| Stefan Vereycken         | Belgique    | Milieu de terrain | 29/04/1966        | 1990-1993            | 104 (33)          | 8    | 12     | 2      |
| Tim Vergauwen            | Belgique    | ?                 | 25/04/1974        | 1992-1996            | 24 (3)            | 4    | 3      | 0      |
| Karel Verheyden          | Belgique    | ?                 | ?                 | 1972-1973            | 0 (0)             | 0    | 0      | 0      |
| Henri Verlinden          | Belgique    | ?                 | 9/06/1935         | 1953-1959            | 0 (0)             | 0    | 0      | 0      |
| Patrick Vermeiren        | Belgique    | ?                 | 10/02/1962        | 1988-1990            | 41 (0)            | 2    | 4      | 0      |
| Paul Vermeulen           | Belgique    | ?                 | 3/10/1961         | 1979-1980            | 0 (0)             | 0    | 0      | 0      |
| Marc Vermeylen           | Belgique    | ?                 | 18/03/1951        | 1974-1977            | 0 (0)             | 0    | 0      | 0      |
| Sven Verrept             | Belgique    | ?                 | 22/09/1967        | 1986-1987            | 8 (0)             | 0    | 0      | 0      |
| Daniel Veyt              | Belgique    | Attaquant         | 9/12/1956         | 1974-1976, 1996-1997 | 24 (0)            | 16   | 1      | 0      |
| Luc Vinck                | Belgique    | ?                 | 8/11/1950         | 1969-1982            | 0 (0)             | 0    | 0      | 0      |
| Frank Vissers            | Belgique    | ?                 | 19/10/1959        | 1983-1984            | 0 (0)             | 0    | 0      | 0      |
| Bert Vleeshouwer         | Belgique    | ?                 | 26/09/1971        | 1990-1991            | 7 (0)             | 1    | 0      | 0      |
| Frans Voncken            | Belgique    | ?                 | ?                 | 1967-1972            | 0 (0)             | 0    | 0      | 0      |

## W
| Joueur                 | Nationalité  | Position          | Date de naissance | Période(s) | Matches (dont D1) | Buts | Jaunes | Rouges |
| ---------------------- | ------------ | ----------------- | ----------------- | ---------- | ----------------- | ---- | ------ | ------ |
| Pierre Theodoor Weerts | Belgique     | ?                 | ?                 | 1971-1973  | 0 (0)             | 0    | 0      | 0      |
| Joseph Weyts           | Belgique     | ?                 | 21/10/1946        | 1972-1973  | 0 (0)             | 0    | 0      | 0      |
| Vidal Junior Wilhelm   | Sierra Leone | ?                 | 3/10/1975         | 1993-1995  | 32 (0)            | 1    | 3      | 0      |
| François Willems       | Belgique     | ?                 | ?                 | 1945-1958  | 0 (0)             | 0    | 0      | 0      |
| Geert Willems          | Belgique     | ?                 | 8/05/1966         | 1988-1991  | 30 (0)            | 6    | 2      | 0      |
| Paul Windelen          | Belgique     | ?                 | 17/07/1949        | 1972-1982  | 0 (0)             | 0    | 0      | 0      |
| Jean-Paul Wouters      | Belgique     | ?                 | 21/10/1953        | 1978-1980  | 0 (0)             | 0    | 0      | 0      |
| Ludovicus Wouters      | Belgique     | ?                 | 14/11/1954        | 1975-1976  | 0 (0)             | 0    | 0      | 0      |
| Rachin Wurie           | Sierra Leone | Milieu de terrain | 27/12/1971        | 1990-1993  | 51 (16)           | 5    | 2      | 0      |

### Sources
- (nl) « Liste des joueurs du club », sur Belgian Soccer Database